# GLaDOS
GLaDOS (Genetic Lifeform and Disk Operating System) é uma forma de vida artificial dos jogos Portal e Portal 2, e a principal antagonista, dublada por Ellen McLain. GLaDOS é responsável pela manutenção e pelos testes realizados na Aperture. Inicialmente GLaDOS não aparece em nenhuma parte até o final de ambos os jogos, e apenas a sua voz guia a protagonista Chell através dos testes construídos por GLaDOS e durante muitos deles abusava do sarcasmo. O jogo aos poucos mostra que ela está corrompida e que matou quase todos os cientistas do laboratório com uma neurotoxina.

## Descrição
GLaDOS tem uma voz robótica e feminina, começou a ser construída em 1986 e foi ativada em 1998, é composta por peças robóticas presas ao teto de uma sala, ela não foi feita para ter todo o controle da Aperture mas conseguiu hackear o sistema e tomar o controle e também, como mencionado por Cave Johnson durante o jogo, a inteligência artificial deveria ser usado para colocar ele ou Caroline "dentro do computador" para poder assim, viver para sempre. GLaDOS possuía diversos núcleos de personalidade presos a ela, sendo um deles Wheatley cujo papel era dar-lhe ideias ruins, como modo dos cientistas da Aperture Science a controlarem no passado. Somente em Portal 2, quando GLaDOS estava presa à arma de portais de Chell, ela percebe que era influenciada por Caroline.

## Enredo

### Portal
Em portal, GLaDOS apresenta o laboratório para Chell e a física dos portais, GLaDOS aos poucos se torna mais corrompida, demonstrando ter uma possível intenção de matar Chell, e para encoraja-lá diz que no teste final ela receberá um bolo, mas quando chega ao suposto teste final, Chell percebe que iria ser incinerada em uma das salas de incineração mas consegue escapar e chegar até a sala de GLaDOS. É quando Chell consegue remover todos os cores de GLaDOS e incinera-los, depois disso o teto da sala se quebra sugando Chell e GLaDOS para superfície, deixando GLaDOS temporariamente inutilizada em cima da Aperture.

### Portal 2
O jogo começa com um breve tutorial dos movimentos do jogador em algo chamado de "teste de bem estar mental e físico" para ter a certeza de que os participantes do projeto estão bem, logo depois, Chell volta para a cama. Após isso, Chell acorda em um cenário de quase total destruição e Wheatley aparece para ajuda-la. Após encontrar a arma de portais,  ela passa de alguns testes classificados como testes do protocolo de emergência. Chell, depois dos testes, chega ao encontro de GLaDOS quando ainda estava desativada, é quando Chell coloca Wheatley em uma das centrais para cores, ele além de iluminar o elevador com as alavancas de ativação e desativação de equipamentos, acaba acidentalmente ligando GLaDOS, que é quando podemos considerar que o jogo realmente começa.
Depois de cair em um tubo, e GLaDOS entregar uma arma de portais "duplos" para Chell, ela é obrigada a passar pelos testes propostos até que Wheatley consegue ajudar ela a escapar, desligar a neurotoxina e a fábrica de Sentry Turrets, e chegar ao encontro de GLaDOS. O sistema da Aperture percebe a presença de Wheatley que devido ao corrompimento de GLaDOS, solicita uma transferência de cores, e para resolver o impasse, Chell aperta um botão, Wheatley assume o controle do laboratório e devido a uma briga com GLaDOS, joga acidentalmente Chell e GLaDOS em um túnel de elevador, que os leva para a antiga Aperture, onde uma gravação de Cave Johnson os guia até a saída através de vários testes, quando ambos chegam a nova Aperture, Wheatley faz Chell passar diversos testes, até achar os robôs da iniciativa de testes cooperativos que poderia substituir Chell, foi quando Wheatley começou a demonstrar desinteresse em relação a Chell, até chegar ao capítulo This is the part where he kills you ou "Essa é a parte onde ele mata você" onde Chell tem de fugir de todas as armadilhas de Wheatley até chegar a sala dele para fazer uma substituição de cores que é então que Chell, depois de cair em uma armadilha explosiva de Wheatley, cria um portal na Lua e manda Wheatley para lá, e coloca GLaDOS no controle, que diz que pensava que Chell era sua pior inimiga mas na verdade foi a sua melhor amiga, deleta o arquivo com a personalidade de Caroline, e deixa Chell voltar para superfície.